# Louis Grivart

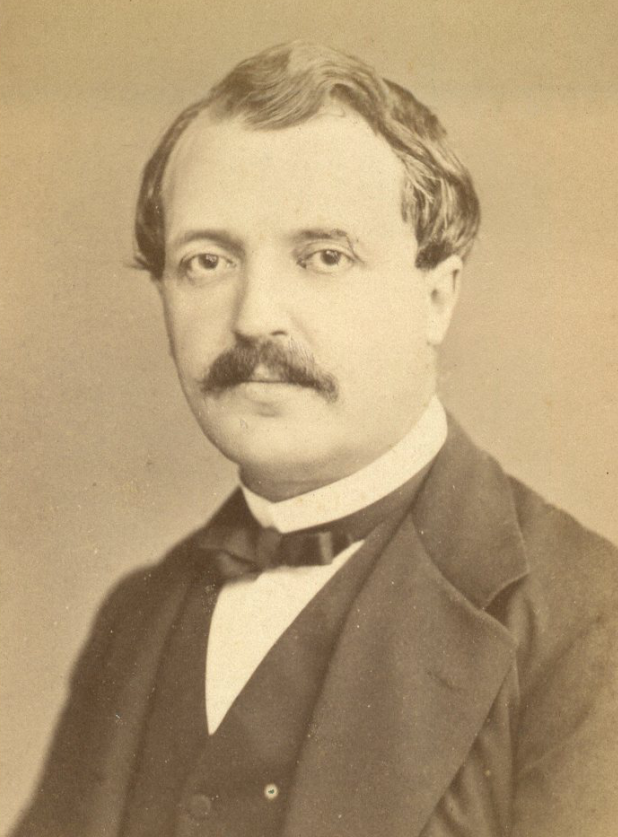
Louis Grivart (Foto Truchelut)

Louis Grivart (* 30. Juli 1829 in Rennes; † 3. August 1901 ebenda) war ein französischer Jurist und Politiker der Dritten Republik.

## Leben
Louis Grivart schloss sein Studium als Doktor der Rechtswissenschaften ab, wurde 1850 Anwalt in Rennes und lehrte von 1853 bis 1857 an der juristischen Fakultät in Rennes. Er war 1866 und 1867 Präsident der Anwaltskammer.
1871 wurde er zum Abgeordneten gewählt. Er war Sekretär der Kammer und gehörte den Orléanisten an. Er stimmte gegen Adolphe Thiers (siehe Kabinett Dufaure II) und für die Nachfolgeregierung Broglie I. 1876 wurde er zum Senator gewählt. Er wurde 1879 geschlagen, erlangte aber bei einer Nachwahl 1893 wieder einen Senatssitz und behielt ihn bis zu seinem Tod im Jahr 1901.
In der Regierung Ernest Courtot de Cissey war er von Mai 1874 bis Februar 1875 Minister für Landwirtschaft und Handel.